# Ралстон (Вајоминг)
Ралстон (енгл. Ralston) насељено је место без административног статуса у америчкој савезној држави Вајоминг.

## Демографија
По попису из 2010. године број становника је 280, што је 47 (20,2%) становника више него 2000. године.
| Група             | 2000.       | 2010.       |
| Белци             | 216 (92,7%) | 262 (93,6%) |
| Афроамериканци    | 0 (0,0%)    | 0 (0,0%)    |
| Азијати           | 0 (0,0%)    | 0 (0,0%)    |
| Хиспаноамериканци | 15 (6,4%)   | 11 (3,9%)   |
| Укупно            | 233         | 280         |